# Profilowanie kryminalne
Profilowanie kryminalne – proces określania charakterystyki indywidualnej sprawcy przestępstwa na podstawie dostępnych danych. Wyróżnia się profilowanie geograficzne mające na celu ograniczenie obszaru poszukiwań poprzez wskazanie najbardziej prawdopodobnego miejsca zamieszkania nieznanego sprawcy serii przestępstw.